# Toronto-Nord-Est
Pour les articles homonymes, voir Toronto (homonymie).
Toronto-Nord-Est fut une circonscription électorale fédérale de l'Ontario, représentée de 1925 à 1935.
La circonscription de Toronto-Nord-Est a été créée en 1924 avec des parties de Toronto-Nord et de York-Sud. Abolie en 1933, elle fut redistribuée parmi Eglinton, Rosedale, Spadina et St. Paul's.

## Géographie
En 1924, la circonscription de Toronto-Nord-Est comprenait:
- Yne partie de la ville de Toronto contenue au nord de Bloor Street et à l'est de Bathurst Street

## Députés
1. 1925-1926 — Richard Langton Baker, CON
2. 1926-1930 — Newton Manly Young, CON
3. 1930-1935 — Richard Langton Baker, CON (2)

- CON = Parti conservateur du Canada (ancien)